# Jan Janowicz Marcinkiewicz
Jan Janowicz Marcinkiewicz herbu Łabędź (ur. ok. 1580 roku – zm. w 1634 roku) – stolnik upicki w latach 1619–1634, pisarz kancelarii ruskiej w latach 1609–1616, sekretarz królewski w 1617 roku.
W 1603 roku zapisał się na uniwersytet w Altdorfie. Był klientem hetmana polnego litewskiego Krzysztofa Radziwiłła, któremu przekazywał tajne informacje z dworu królewskiego i relacjonował ważne wydarzenia historyczne. Poseł na sejm 1625 i sejm warszawski 1626 roku z powiatu upickiego.
W 1632 roku był elektorem Władysława IV Wazy z Księstwa Żmudzkiego i województwa trockiego, poseł na sejm elekcyjny 1632 roku z powiatu upickiego.